# Eric de Pomerània
Eric de Pomerània   (Darłowo, 1381 (Gregorià) - Darłowo, 3 de maig de 1459 (Gregorià)) va regnar a Noruega com a Eric III (1389-1442), a Dinamarca com a Enric VII (1396-1439), i a Suècia (1396-1439), on eventualment rebé el numeral d'Eric XIII.
D'origen germànic, va succeir la seva tieta i mare adoptiva Margarida I de Dinamarca als tres regnes nòrdics, convertint-se en el primer rei de la Unió de Kalmar. Les seves contínues guerres i la seva política fiscal van convertir-lo en impopular i va acabar sent deposat.

## Biografia

### Ascens al tron
Eric va néixer vers l'any 1382 a Rügenwalde (actual Darłowo), i inicialment rebé el nom de Boguslau. Era fill del duc de Pomerània Vratislau VII, però per línia materna descendia de Valdemar IV de Dinamarca, de Magne III de Suècia i de Haakon V de Noruega.
El 2 d'agost de 1387 el rei de Noruega i Dinamarca Olaf Haakonsson va morir sobtadament. La seva mare, la reina Margarida, va passar a actuar també com a regent i reina de facto dels regnes danès i noruec. Boguslau era net d'Ingeborg, germana de Margarida, i com que aquesta no tenia més fills es va convertir en l'hereu aparent dels dos regnes.
Boguslau també tenia pretensions al regne de Suècia a través del seu rebesoncle Magne IV de Suècia, que els nobles suecs havien obligat a abdicar el 1364. En el seu lloc els suecs van coronar l'alemany Albert de Mecklenburg. Però quan Albert va intentar reduir el poder dels grans magnats del regne aviat es van girar en contra seu. Els suecs van demanar a Margarida que els ajudés a expulsar a Albert, i a canvi es comprometien a nomenar-la regent de Suècia.

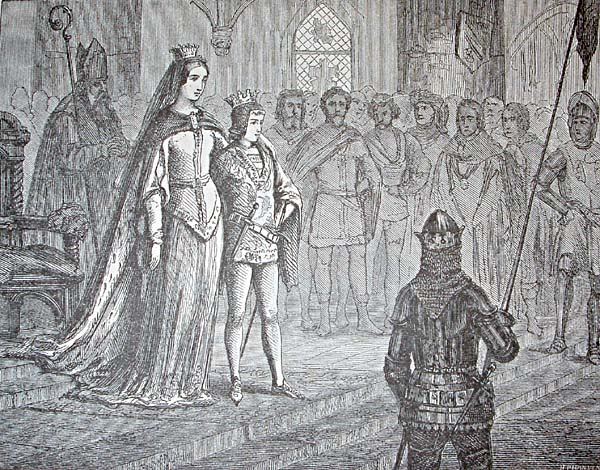
Gravat del 1884 representant la coronació d'Eric, acompanyat de Margarida.

El 1389 l'exèrcit d'Albert va ser derrotat en la batalla de Falköping, i Margarida esdevingué la regent de Suècia, a més de Dinamarca i Noruega. Veient l'oportunitat d'unificar els tres regnes sota una única dinastia, va decidir adoptar a Boguslau i nomenar-lo oficialment successor.
Boguslau era un bon candidat per heretar els tres regnes, en descendir de forma directa de reis de les tres nacions. La reina Margarida el va fer portar a Dinamarca i li va fer canviar el seu nom d'origen eslau per un de nòrdic: Eric. El 8 de setembre de 1389 va ser proclamat rei de Noruega a Trondheim. El 1396 ho fou també a Dinamarca i a Suècia, i finalment, el 17 de juny de 1397, va ser coronat rei dels tres regnes a la catedral de Kalmar. La unió dinàstica que es formà seria coneguda com la Unió de Kalmar. La reina Margarida, però, va continuar exercint el poder als tres regnes fins a la seva mort l'any 1412.

Armes personals d'Eric: quarterades amb creu de gules, els tres lleons danesos, les tres corones de Suècia (antic), el lleó de Suècia (modern) i el griu de Pomerània, amb el lleó noruec a l'escussó.

### Regnat
Com a monarca dels tres regnes, Eric va mostrar preferència pel de Dinamarca. El 1408 va traspassar la sobirania de l'illa de Gotland, tradicionalment sueca, al regne danès. El 1417 també va convertir Copenhaguen en una possessió de la corona, i hi establí la seva cort.
El regne d'Eric va estar marcat pel seu prolongat enfrontament amb els comtes de Schauenburg i Holstein. Margarida havia estat negociant amb èxit la incorporació del sud de Jutlàndia (Slesvig), però Eric va preferir optar per la via militar. La guerra que va lliurar Eric no només no va acabar amb cap nova conquesta, sinó que va comportar la pèrdua dels territoris que Noruega havia adquirit prèviament a Jutlàndia. La llarga guerra va suposar una càrrega important per l'economia i també va suposar un element contrari a la cohesió dels tres regnes nòrdics.
Eric també va intentar consolidar Dinamarca com una potència marítima i comercial, però la seva hegemonia va ser contestada per les ciutats de la Lliga Hanseàtica, contra les que també va combatre.
Un dels mètodes utilitzats per finançar les campanyes militars va ser la introducció d'un peatge a l'estret d'Øresund. Aquest peatge, que va portar gran prosperitat a la ciutat de Helsingør, perduraria fins al segle xix.
Les tensions per l'esforç bèl·lic i fiscal van acabar passant factura a Eric, i durant la dècada de 1430 el seu poder va començar a qüestionar-se. El 1434 els grangers i miners suecs van iniciar una revolta social que la noblesa va aprofitar per reduir el poder del rei. A Noruega una rebel·lió de camperols liderada per Amund Sigurdsson Bolt va posar setge a Oslo i al Castell d'Akershus. La noblesa danesa va rebutjar de ratificar com a hereu d'Eric a Bogislau de Pomerània, el candidat que ell proposava. Finalment, els parlaments danesos i suecs van deposar-lo el 1439. Només la noblesa noruega es va mantenir fidel a Eric, però l'any següent també el van acabar abandonant.

### Retorn a Pomerània
Al fugir de Dinamarca Eric es va retirar a l'illa de Gotland, establint-se al castell de Visborg. Tot i que en un principi els noruecs el volien continuar mantenint com a rei independents de Suècia i Dinamarca, al final també el van deposar per la impossibilitat que Eric exercís de rei trobant-se aïllat a Gotland. Mentrestant el seu nebot Cristòfor de Baviera va ser escollit com a nou rei de la Unió de Kalmar.
Els següents anys Eric va viure a base de practicar la pirateria al Bàltic. Cristòfor moria uns anys després, el 1448, i la unió va escollir com a nou rei a Cristià de Schauenburg i Holstein. Cristià era fill de l'antic rival d'Eric, el comte Teodoric d'Oldenburg. Amb ell va arribar a un acord pel qual cedia Gotland a canvi que se li permetés tornar a la seva Pomerània natal.
Els darrers anys de la seva vida, a partir de 1454, Eric va governar el ducat de Pomerània-Stolp com a Eric I. Va morir deu anys després al castell de Rügenwalde, on fou enterrat.

## Família

### Avantpassats
|  |                                           |  |  |  |  |  |  |  |  |  |  |  |  |  |  |  |
|  | 16. Duc Bogislau IV de Pomerània          |  |  |  |  |  |  |  |  |  |  |  |  |  |  |  |
|  |                                           |  |  |  |  |  |  |  |  |  |  |  |  |  |  |  |
|  |                                           |  |  |  |  |  |  |  |  |  |  |  |  |  |  |  |
|  | 8. Duc Vratislau IV de Pomerània          |  |  |  |  |  |  |  |  |  |  |  |  |  |  |  |
|  |                                           |  |  |  |  |  |  |  |  |  |  |  |  |  |  |  |
|  |                                           |  |  |  |  |  |  |  |  |  |  |  |  |  |  |  |
|  | 17. Margarida de Rügen                    |  |  |  |  |  |  |  |  |  |  |  |  |  |  |  |
|  |                                           |  |  |  |  |  |  |  |  |  |  |  |  |  |  |  |
|  |                                           |  |  |  |  |  |  |  |  |  |  |  |  |  |  |  |
|  | 4. Duc Bogislau V de Pomerània            |  |  |  |  |  |  |  |  |  |  |  |  |  |  |  |
|  |                                           |  |  |  |  |  |  |  |  |  |  |  |  |  |  |  |
|  |                                           |  |  |  |  |  |  |  |  |  |  |  |  |  |  |  |
|  | 18. Comte Ulrich de Lindau-Ruppin         |  |  |  |  |  |  |  |  |  |  |  |  |  |  |  |
|  |                                           |  |  |  |  |  |  |  |  |  |  |  |  |  |  |  |
|  |                                           |  |  |  |  |  |  |  |  |  |  |  |  |  |  |  |
|  | 9. Elisabet de Lindau-Ruppin              |  |  |  |  |  |  |  |  |  |  |  |  |  |  |  |
|  |                                           |  |  |  |  |  |  |  |  |  |  |  |  |  |  |  |
|  |                                           |  |  |  |  |  |  |  |  |  |  |  |  |  |  |  |
|  | 2. Duc Vratislau VII de Pomerània         |  |  |  |  |  |  |  |  |  |  |  |  |  |  |  |
|  |                                           |  |  |  |  |  |  |  |  |  |  |  |  |  |  |  |
|  |                                           |  |  |  |  |  |  |  |  |  |  |  |  |  |  |  |
|  | 20. Duc Enric I de Brunswick-Grubenhagen  |  |  |  |  |  |  |  |  |  |  |  |  |  |  |  |
|  |                                           |  |  |  |  |  |  |  |  |  |  |  |  |  |  |  |
|  |                                           |  |  |  |  |  |  |  |  |  |  |  |  |  |  |  |
|  | 10. Duc Ernest I de Brunswick-Grubenhagen |  |  |  |  |  |  |  |  |  |  |  |  |  |  |  |
|  |                                           |  |  |  |  |  |  |  |  |  |  |  |  |  |  |  |
|  |                                           |  |  |  |  |  |  |  |  |  |  |  |  |  |  |  |
|  | 21. Afnès de Meissen                      |  |  |  |  |  |  |  |  |  |  |  |  |  |  |  |
|  |                                           |  |  |  |  |  |  |  |  |  |  |  |  |  |  |  |
|  |                                           |  |  |  |  |  |  |  |  |  |  |  |  |  |  |  |
|  | 5. Adelaida de Brunswick-Grubenhagen      |  |  |  |  |  |  |  |  |  |  |  |  |  |  |  |
|  |                                           |  |  |  |  |  |  |  |  |  |  |  |  |  |  |  |
|  |                                           |  |  |  |  |  |  |  |  |  |  |  |  |  |  |  |
|  | 22. Comte Enric II d'Eversten             |  |  |  |  |  |  |  |  |  |  |  |  |  |  |  |
|  |                                           |  |  |  |  |  |  |  |  |  |  |  |  |  |  |  |
|  |                                           |  |  |  |  |  |  |  |  |  |  |  |  |  |  |  |
|  | 11. Adelaida d'Eversten                   |  |  |  |  |  |  |  |  |  |  |  |  |  |  |  |
|  |                                           |  |  |  |  |  |  |  |  |  |  |  |  |  |  |  |
|  |                                           |  |  |  |  |  |  |  |  |  |  |  |  |  |  |  |
|  | 1. Eric de Pomerània                      |  |  |  |  |  |  |  |  |  |  |  |  |  |  |  |
|  |                                           |  |  |  |  |  |  |  |  |  |  |  |  |  |  |  |
|  |                                           |  |  |  |  |  |  |  |  |  |  |  |  |  |  |  |
|  | 24. Duc Enric II de Mecklenburg           |  |  |  |  |  |  |  |  |  |  |  |  |  |  |  |
|  |                                           |  |  |  |  |  |  |  |  |  |  |  |  |  |  |  |
|  |                                           |  |  |  |  |  |  |  |  |  |  |  |  |  |  |  |
|  | 12. Duc Albert II de Mecklenburg          |  |  |  |  |  |  |  |  |  |  |  |  |  |  |  |
|  |                                           |  |  |  |  |  |  |  |  |  |  |  |  |  |  |  |
|  |                                           |  |  |  |  |  |  |  |  |  |  |  |  |  |  |  |
|  | 25. Anna de Saxe-Wittenberg               |  |  |  |  |  |  |  |  |  |  |  |  |  |  |  |
|  |                                           |  |  |  |  |  |  |  |  |  |  |  |  |  |  |  |
|  |                                           |  |  |  |  |  |  |  |  |  |  |  |  |  |  |  |
|  | 6. Duc Enric III de Mecklenburg           |  |  |  |  |  |  |  |  |  |  |  |  |  |  |  |
|  |                                           |  |  |  |  |  |  |  |  |  |  |  |  |  |  |  |
|  |                                           |  |  |  |  |  |  |  |  |  |  |  |  |  |  |  |
|  | 26. Duc Eric de Södermanland              |  |  |  |  |  |  |  |  |  |  |  |  |  |  |  |
|  |                                           |  |  |  |  |  |  |  |  |  |  |  |  |  |  |  |
|  |                                           |  |  |  |  |  |  |  |  |  |  |  |  |  |  |  |
|  | 13. Eufèmia de Suècia                     |  |  |  |  |  |  |  |  |  |  |  |  |  |  |  |
|  |                                           |  |  |  |  |  |  |  |  |  |  |  |  |  |  |  |
|  |                                           |  |  |  |  |  |  |  |  |  |  |  |  |  |  |  |
|  | 27. Ingeborg de Noruega                   |  |  |  |  |  |  |  |  |  |  |  |  |  |  |  |
|  |                                           |  |  |  |  |  |  |  |  |  |  |  |  |  |  |  |
|  |                                           |  |  |  |  |  |  |  |  |  |  |  |  |  |  |  |
|  | 3. Maria de Mecklenburg-Schwerin          |  |  |  |  |  |  |  |  |  |  |  |  |  |  |  |
|  |                                           |  |  |  |  |  |  |  |  |  |  |  |  |  |  |  |
|  |                                           |  |  |  |  |  |  |  |  |  |  |  |  |  |  |  |
|  | 28. Rei Cristòfor II de Dinamarca         |  |  |  |  |  |  |  |  |  |  |  |  |  |  |  |
|  |                                           |  |  |  |  |  |  |  |  |  |  |  |  |  |  |  |
|  |                                           |  |  |  |  |  |  |  |  |  |  |  |  |  |  |  |
|  | 14. Rei Valdemar IV de Dinamarca          |  |  |  |  |  |  |  |  |  |  |  |  |  |  |  |
|  |                                           |  |  |  |  |  |  |  |  |  |  |  |  |  |  |  |
|  |                                           |  |  |  |  |  |  |  |  |  |  |  |  |  |  |  |
|  | 29. Eufèmia de Pomerània                  |  |  |  |  |  |  |  |  |  |  |  |  |  |  |  |
|  |                                           |  |  |  |  |  |  |  |  |  |  |  |  |  |  |  |
|  |                                           |  |  |  |  |  |  |  |  |  |  |  |  |  |  |  |
|  | 7. Ingeborg de Dinamarca                  |  |  |  |  |  |  |  |  |  |  |  |  |  |  |  |
|  |                                           |  |  |  |  |  |  |  |  |  |  |  |  |  |  |  |
|  |                                           |  |  |  |  |  |  |  |  |  |  |  |  |  |  |  |
|  | 30. Duc Eric II de Schleswig              |  |  |  |  |  |  |  |  |  |  |  |  |  |  |  |
|  |                                           |  |  |  |  |  |  |  |  |  |  |  |  |  |  |  |
|  |                                           |  |  |  |  |  |  |  |  |  |  |  |  |  |  |  |
|  | 15. Hedwig de Schleswig                   |  |  |  |  |  |  |  |  |  |  |  |  |  |  |  |
|  |                                           |  |  |  |  |  |  |  |  |  |  |  |  |  |  |  |
|  |                                           |  |  |  |  |  |  |  |  |  |  |  |  |  |  |  |
|  | 31. Adelaida de Holstein                  |  |  |  |  |  |  |  |  |  |  |  |  |  |  |  |
|  |                                           |  |  |  |  |  |  |  |  |  |  |  |  |  |  |  |
|  |                                           |  |  |  |  |  |  |  |  |  |  |  |  |  |  |  |

### Núpcies
El 26 d'octubre de 1406 Eric es va casar a Lund amb Felipa d'Anglaterra, filla del rei anglès Enric IV. El matrimoni havia estat negociat per la seva bestia Margarida, que havia rebutjat l'oferta anglesa de casar també la germana d'Eric amb el príncep de Gal·les Enric per evitar involucrar-se a la Guerra dels Cent Anys.
La parella no va tenir descendència.